# XVII wiek p.n.e.

XVII wiek p.n.e.

XIX wiek p.n.e. XVIII wiek p.n.e. XVII wiek p.n.e. XVI wiek p.n.e. XV wiek p.n.e.

## Wydarzenia na świecie
Wydarzenia w Europie
- około 1700 p.n.e.
  - powstanie minojskiego pisma linearnego A
  - budowa fortu Grianan of Aileach w północnej części Irlandii
- około 1650 p.n.e. – rozwój kultury minojskiej, której dominującym ośrodkiem było Knossos (Kreta mocarstwem morskim)
- 1626 p.n.e. (1628 p.n.e.?) – wybuch wulkanu na Therze zniszczył minojskie miasto Akrotiri, skutki eksplozji dosięgły też Krety

Wydarzenia w Azji
- około 1700 p.n.e. 
  - w Mezopotamii weszły do użytku konne rydwany
  - liczne powodzie osłabiły indyjską kulturę Harappa
  - szczytowy okres rozwoju literatury sumeryjskej
  - przypuszczalna data wędrówki Semickich koczowników pod wodzą Abrahama z Ur do doliny Jordanu
  - Hetyci przybyli do Anatolii
- 1680 p.n.e. – Amoryci opanowali Asyrię
- około 1650 p.n.e. – Hattusili I skonsolidował państwo Hetytów

Wydarzenia w Afryce
- około 1700 p.n.e. – konie weszły do użytku w Egipcie
- około 1650 p.n.e. – upadek miejscowych dynastii doprowadził do opanowania Egiptu Dolnego przez przybyłych ze wschodu Hyksosów, początek Drugiego Okresu Przejściowego

Wydarzenia w Ameryce
Wydarzenia w Australii